# 竹村りゑ
竹村 りゑ（たけむら りえ ）は、日本のフリーアナウンサー。
元北陸放送 （MRO）アナウンサー、元NHK名古屋キャスター。

## 来歴
- 石川県金沢市出身。金沢市立泉野小学校[2]、石川県立金沢二水高等学校から金沢大学に進学。在学中より学生キャスター、タレントとして活動。金沢大学を卒業後、テレビ金沢出演や、NHK名古屋放送局キャスターを経て、2016年10月に北陸放送へ移籍。北陸放送アナウンサーとしては、2016年10月4日のおいね★どいねでデビュー。2021年10月以降、フリーアナウンサーとして活動。
- アナウンサーを目指した理由は日本語の音の響きのよさに感動し、日本語をきれいに話せるようになりたいと思ったからとしている[3]。

## 人物
- 趣味は、現代アート鑑賞、読書、料理(チャーハン、炊き込みご飯が得意）、掃除。
- 特に現代アートに関しては、自身のラジオ番組「夜は本多町パラダイス」で金沢21世紀美術館副館長の黒澤伸をゲストに迎え、「超入門！ここから始まる現代アート」を半年に渡り連載するほど、興味を持っている。
- 読書家で、2016年より書評ラジオ番組(現在の名前は「木曜日のブックマーカー」)でディレクター兼パーソナリティーを務めている。2020年に、本の魅力を伝えた人を全国から選出する「読者大賞」で大賞を受賞した[4]。
- 金沢の作家やアーティストを紹介するP＋D magazine「文学女子の金沢さんぽ」（小学館）を連載していた。
- 愛用している香水はAesop社のTacit。

## 過去の担当・出演番組

### テレビ
- おは天（ウェザーニューズ、2006年9月4日 - 2006年12月31日） - 4期生中部担当キャスター
- 恋のから騒ぎ（日本テレビ、2007年4月 - 2008年3月） - 第14期生
- 花のテレ金ちゃん（テレビ金沢） - デパトク担当
- ウイークエンド中部 （NHK名古屋放送局、2013年4月 - 2016年4月2日） - キャスター[5]
- ほっとイブニング（NHK名古屋放送局）リポーター
- MRO旅フェスタ2017　特選夏旅得大号（2017年6月24日、6月25日）
- MROテレビ開局60周年特番 サンキューMリバディ!（2018年12月1日）
- レオスタ（2019年7月に前原智子のリリーフ）
- 情報ソムりゑ（2019年3月10日 - 2022年9月25日）

### ラジオ
- おいね★どいね
  - 火曜パーソナリティ（2016年10月4日-2017年9月26日）
  - 木曜ラジオカー担当（2016年10月6日-2017年3月30日）
- イブニングソニック
- ラジパラw(アシスタント　2018年4月7日 - 2020年3月28日)
- 夜は本多町パラダイス（木曜担当　2018年10月4日-2019年3月28日）
- 竹村りゑの木曜日のブックマーカー（2019年4月4日 - 2022年9月29日、『夜は本多町パラダイス』のコーナーが独立）

### WEBマガジン
- 小学館 P＋D magazine「文学女子の金沢さんぽ」（2020年11月 - ）

## 関連人物
- 鼻毛の森（『ラジパラw』で共演。竹村曰く、強気になれる相手）
- 長田哲也（高校・MROの先輩）
- 財目かおり（大学・MROの先輩）
- 白崎あゆみ（『恋のから騒ぎ』・MROの先輩）
- 福島彩乃（高校・大学・『おは天』・MROの先輩）
- 安田真理（高校・大学の先輩。元石川テレビアナウンサー）
- 柴崎美穂（『恋のから騒ぎ』の後輩。元石川テレビアナウンサー）
- 堀葵衣（高校の後輩。現・静岡放送アナウンサー）